# Magaye Gueye
Magaye Gueye (Nogent-sur-Marne, Francia, 6 de julio de 1990) es futbolista francés que juega de delantero.

## Selección nacional
Al tener doble nacionalidad, puede jugar tanto para la selección de Francia como para la selección de Senegal a nivel internacional, habiendo sido convocado por ambos equipos en categorías inferiores.
Ha sido internacional con la selección de fútbol sub-21 de Francia, disputando con esta selección el Torneo Esperanzas de Toulon de 2010.
En julio de 2012 fue incluido en la lista de 18 jugadores que representaron a Senegal en el Torneo de Fútbol Masculino de los Juegos Olímpicos de Londres 2012.

## Clubes
| Club                       | País       | Año       |
| -------------------------- | ---------- | --------- |
| R. C. Estrasburgo          | Francia    | 2008-2010 |
| Everton F. C.              | Inglaterra | 2010-2014 |
| Stade Brestois 29 (cedido) | Francia    | 2013      |
| Millwall F. C.             | Inglaterra | 2014-2015 |
| Adanaspor                  | Turquía    | 2015-2018 |
| Osmanlıspor F. K.          | Turquía    | 2018-2019 |
| Qarabağ F. K.              | Azerbaiyán | 2019-2020 |
| F. C. Dinamo de Bucarest   | Rumania    | 2020-2021 |
| Anagennisi Karditsa        | Grecia     | 2022      |

## Palmarés

### Títulos nacionales
| Título                     | Club          | País       | Año  |
| -------------------------- | ------------- | ---------- | ---- |
| Liga Premier de Azerbaiyán | F. K. Qarabağ | Azerbaiyán | 2020 |